# Kiko Mascarenhas
Francisco de Souza Mascarenhas (Rio de Janeiro, 17 de agosto de 1964), mais conhecido como Kiko Mascarenhas, é um ator, professor e diretor de teatro brasileiro.

## Biografia
Kiko Mascarenhas começou sua trajetória como ator em 1984. Acumula experiências em cinema, televisão e principalmente teatro. Contabiliza mais de 30 espetáculos teatrais em seu currículo.
Ao longo de sua carreira, Kiko trabalhou com diversos diretores consagrados, como Claudio Botelho, Augusto Boal, Ulysses Cruz, Monique Gardemberg, Guilherme Weber, Paulo de Moraes (Cia. Armazém), Jefferson Miranda (Cia. Teatro Autônomo), Christiane Jatahy (Cia. Vértice de Teatro), Miguel Falabella, José Wilker, Marcelo Saback, entre outros.
Em teatro, entre outras peças, destaca: O Camareiro (indicado ao Prêmio APTR 2017 na categoria Melhor Ator Protagonista) onde além de atuar, respondeu pela idealização e produção da montagem - O Desaparecimento do Elefante (indicado para o Prêmio APTR 2013 na categoria Melhor Ator Coadjuvante), O Zoológico de Vidro (indicação Prêmio Qualidade Brasil 2009 na categoria Melhor Ator Drama), Os Altruístas, O Encontro Marcado, A Paixão de Cristo, Minh’Alma é Imortal, A Noite de Todas As Ceias, Pessoas Invisíveis e A Falta Que Nos Move – ou todas as histórias são ficção (indicação Prêmio Qualidade Brasil 2005 na categoria Melhor Ator Comédia), entre outras.
Começou na televisão em A Viagem, novela dirigida por Wolf Maia. Participou do remake de Irmãos Coragem e de programas como Sítio do Picapau Amarelo (onde interpretava o Visconde de Sabugosa), Xuxa no Mundo da Imaginação, Os Normais, Casos e Acasos, Separação?! (indicação Prêmio Contigo 2009 na categoria Melhor Ator de Seriado como o personagem peruano Delevega) e Tapas & Beijos.
Em cinema, os longas-metragens “Viva Voz”, direção de Paulo Morelli, Lost Zweig, dirigido por Sylvio Back, Xuxa e o Tesouro da Cidade Perdida, dirigido por Moacyr Góes, Meu Nome Não É Johnny e Reis e Ratos de Mauro Lima, Salve Geral de Sérgio Rezende, A Falta Que Nos Move, direção de Christiane Jatahy, Totalmente Inocentes de Rodrigo Bittencourt e, ao lado de Leandro Hassum, na trilogia da comédia Até que a Sorte nos Separe, direção de Roberto Santucci.
Coordenou o projeto Drama Club da Cultura Inglesa do Rio de Janeiro, entre 1994 e 1996, ministrando aulas de interpretação e improvisação para jovens. Durante esse período, produziu, dirigiu, criou cenários, fez adaptações e atuou em diversas montagens. Entre elas: O Monta-Cargas e Este é o Seu Problema de Harold Pinter, O Fantasma de Canterville de Oscar Wilde, Alice no País das Maravilhas de Lewis Carrol, Preto & Prata de Alan Ayckbourn, entre outras.
Assinou a montagem de “Tistu – o menino do dedo verde”, recebendo por seu trabalho como adaptador e diretor o reconhecimento de crítica e público.
Kiko intepretou Galeão Cumbica na Escolinha do Professor Raimundo, personagem interpretado originalmente pelo falecido ator Rony Cócegas. Pôde ser visto também no seriado Mister Brau de Jorge Furtado, no papel de Gomes. Em 2019 interpretou Virgulino na novela Éramos Seis. Em 2022 interpreta Duarte, na novela Cara e Coragem, um faz-tudo da companhia de dança vertical e morador de Paquetá, que finge ser o rico americano Bob Wright, para desfrutar das altas rodas cariocas.
Em 2021, Kiko Mascarenhas criou a produtora KM ProCult e estreou como produtor com a montagem de “O Camareiro”, trazendo Tarcísio Meira de volta aos palcos depois de 30 anos afastado.

## Filmografia

### Televisão
| Ano       | Título                          | Papel                                | Nota                               |
| --------- | ------------------------------- | ------------------------------------ | ---------------------------------- |
| 2022      | Cara e Coragem                  | Irandir Duarte (Duarte) / Bob Wright |                                    |
| 2019      | Éramos Seis                     | Virgulino Coutinho                   |                                    |
| 2018      | O Tempo Não Para                | Teófilo Magalhães Quaresma           |                                    |
| 2017      | Cidade Proibida                 | Belafonte                            | Episódio: "Caso Glória"            |
| 2017      | Sob Pressão                     | Dr. Armando                          | Episódio: "5"                      |
| 2015–2019 | Escolinha do Professor Raimundo | Galeão Cumbica                       |                                    |
| 2015–2018 | Mister Brau                     | Fernando Gomes (Gomes)               |                                    |
| 2015      | Chapa Quente                    | Tavares                              | Episódio: "2 de julho"             |
| 2013      | Junto & Misturado               | Kiko                                 |                                    |
| 2011–2015 | Tapas & Beijos                  | Tavares                              |                                    |
| 2011–2015 | Tapas & Beijos                  | Santo Antônio                        | Temporada 1                        |
| 2011      | Aline                           | João                                 |                                    |
| 2010      | Separação?!                     | Delavega                             |                                    |
| 2010      | Cama de Gato                    | Advogado de Alcino                   |                                    |
| 2009      | Caras & Bocas                   | Dono de galeria                      |                                    |
| 2009      | Acampamento de Férias           | Lucius                               |                                    |
| 2009      | Aline                           | Cliente da loja de Vera              | Episódio: "Aline Gorda"            |
| 2009      | Toma Lá, Dá Cá                  | Mr. Dobson                           | Episódio: "Família é Quadrilha"    |
| 2008      | Nada Fofa                       | Ney                                  |                                    |
| 2008      | Casos e Acasos                  | Josué / Olavo / Oscar                |                                    |
| 2008      | A Grande Família                | Rubinho                              | Episódio: "A Estrela da Hora"      |
| 2008      | Faça Sua História               | Dorgival                             | Episódio: "A Estrela da TV"        |
| 2007      | Sítio do Picapau Amarelo        | Visconde de Sabugosa                 | Temporada 7                        |
| 2006      | Belíssima                       | Agenciador de modelos                |                                    |
| 2006      | A Grande Famíliia               | Jornalista                           | Episódio: "Dona Beiçola"           |
| 2005      | Começar de Novo                 | Sandro                               |                                    |
| 2004–2006 | A Diarista                      | Vários personagens                   |                                    |
| 2003      | Kubanacan                       | Cindy                                |                                    |
| 2002      | Os Normais                      | Estilista                            | Episódio: "Uma Experiência Normal" |
| 2000      | Você Decide                     |                                      | Episódio: "Aluga-se uma Aliança"   |
| 2000      | Você Decide                     | Episódio: "Ídolos de Barro"          |                                    |
| 1999      | Sandy & Júnior                  | Plínio Raposo                        | Episódio: "O Substituto"           |
| 1999      | Meu Pé de Laranja Lima          | Zezé (adulto)                        | Episódio: "2 de abril"             |
| 1998      | Você Decide                     |                                      | Episódio: "Síndrome"               |
| 1997      | Malhação                        | Victor / Vitória                     |                                    |
| 1995      | Irmãos Coragem                  | Alberto D'Ávila                      |                                    |
| 1994      | A Viagem                        | Daniel                               |                                    |

### Cinema
| Ano  | Título                                                          | Personagem                  |
| ---- | --------------------------------------------------------------- | --------------------------- |
| 2021 | L.O.C.A.                                                        | Ernesto                     |
| 2015 | Até que a Sorte nos Separe 3: A Falência Final                  | Amauri Ferreira Alves Pinho |
| 2013 | Até Que a Sorte nos Separe 2                                    | Amauri Ferreira Alves Pinho |
| 2013 | Eu Não Faço a Menor Ideia do Que Eu Tô Fazendo Com a Minha Vida | André                       |
| 2012 | Até Que a Sorte nos Separe                                      | Amauri Ferreira Alves Pinho |
| 2012 | Totalmente Inocentes                                            | Diaba Loira                 |
| 2011 | Qualquer Gato Vira-Lata                                         |                             |
| 2010 | O Bolo                                                          |                             |
| 2009 | Reis e Ratos                                                    | Scrutch Sanders             |
| 2009 | Salve Geral                                                     | Delegado Raul               |
| 2008 | A Falta Que Nos Move                                            | Kiko                        |
| 2008 | Meu Nome Não é Johnny                                           | Danilo                      |
| 2004 | Xuxa e o Tesouro da Cidade Perdida                              | Bóris                       |
| 2003 | Viva Voz                                                        | Flavinho                    |
| 2002 | Lost Zweig                                                      | Jonas Faerman               |

## Prêmios e Indicações
| Ano  | Premiações                          | Categoria                                      | Nomeação                     | Resultado |
| ---- | ----------------------------------- | ---------------------------------------------- | ---------------------------- | --------- |
| 1990 | Prêmio Coca-Cola de Teatro Infantil | Melhor Ator                                    | A Megera Domada              | Indicado  |
| 1990 | Prêmio SATED Rio de Janeiro         | Melhor Ator Infantil                           | A Megera Domada              | Venceu    |
| 1991 | Prêmio Coca-Cola de Teatro Infantil | Melhor Ator                                    | A Sereiazinha                | Indicado  |
| 1991 | Prêmio SATED Rio de Janeiro         | Melhor Ator Infantil                           | A Sereiazinha                | Venceu    |
| 1993 | Prêmio SATED Rio de Janeiro         | Melhor Ator Infantil                           | A Família Ducão              | Indicado  |
| 2005 | Prêmio Arte Qualidade Brasil        | Melhor Ator de Comédia                         | A Falta Que Nos Move         | Indicado  |
| 2009 | Prêmio Arte Qualidade Brasil        | Melhor Ator                                    | O Zoológico de Vidro         | Indicado  |
| 2010 | Prêmio Extra de Televisão           | Melhor Ator Coadjuvante em Série               | Separação?!                  | Indicado  |
| 2011 | Prêmio Contigo! de TV               | Melhor Ator Coadjuvante em Série ou Minissérie | Separação?!                  | Indicado  |
| 2012 | Prêmio APTR de Teatro               | Melhor Ator Coadjuvante                        | O Desapare do Elefante       | Indicado  |
| 2018 | Prêmio The Brazilian Critic         | Melhor Ator Coadjuvante em Telenovela          | O Tempo Não Para             | Indicado  |
| 2020 | Prêmio Cesgranrio de Teatro         | Melhor Ator                                    | Todas as Coisas Maravilhosas | Indicado  |
| 2020 | Prêmio Botequim Cultural            | Melhor Ator                                    | Todas as Coisas Maravilhosas | Venceu    |
| 2020 | Prêmio Shell de Teatro              | Melhor Ator                                    | Todas as Coisas Maravilhosas | Indicado  |
| 2021 | Poc Awards                          | Ator                                           | Kiko Mascarenhas             | Pendente  |
| 2021 | Poc Awards                          | Personalidade                                  | Kiko Mascarenhas             | Pendente  |